# József Czukor

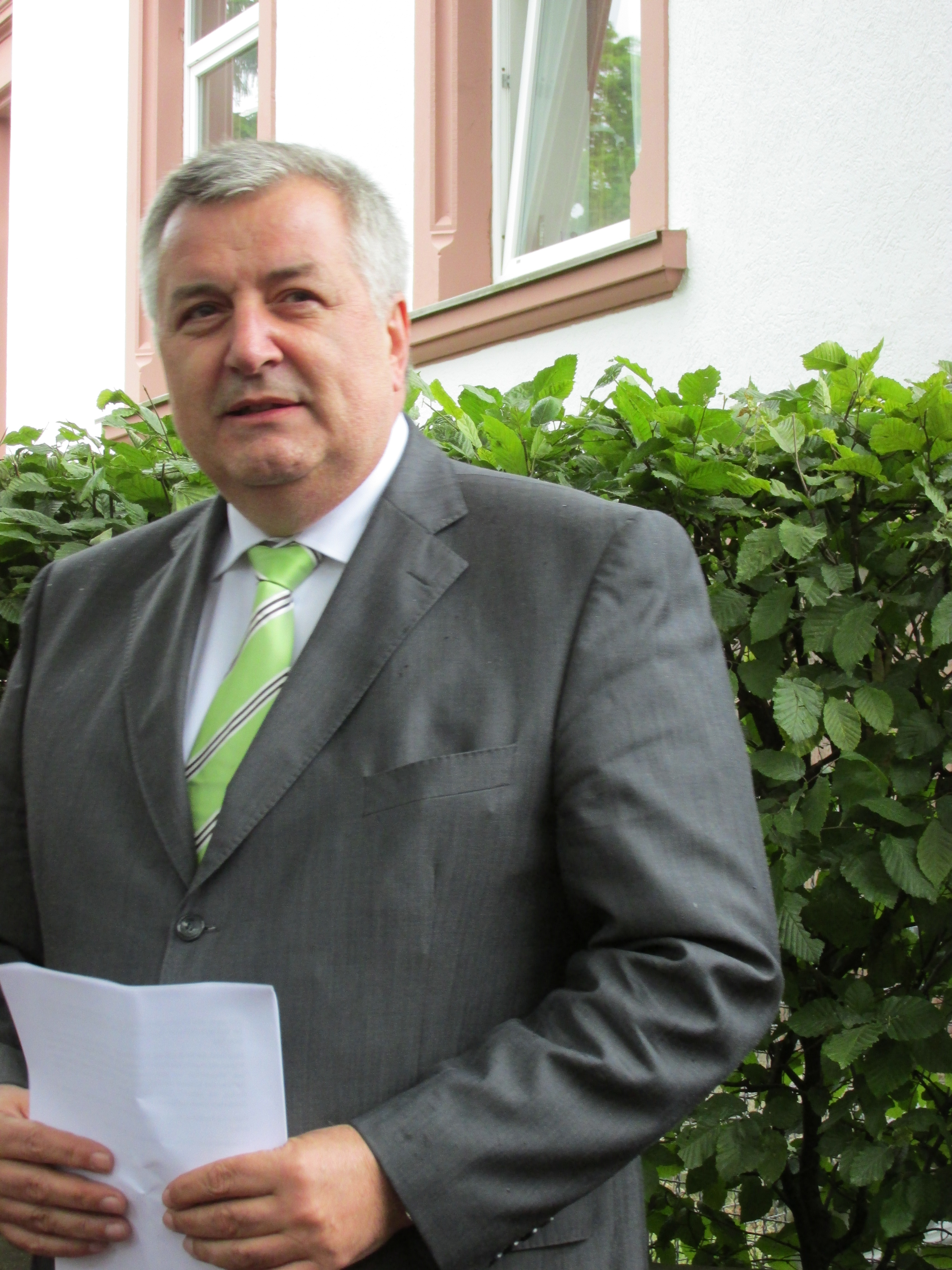
József Czukor (2014)

József Czukor (* 28. Januar 1958) ist ein ungarischer Diplomat.

## Leben
Czukor wurde nach dem Studium der Rechtswissenschaften in Budapest und seiner Promotion Verwaltungsangestellter im ungarischen Innenministerium. Nach der politischen Wende in Ungarn wurde er Diplomat. Er leitete zunächst in den Jahren 1992 und 1993 die politische Abteilung an der ungarischen Botschaft in Bonn und hatte zwischen 1997 und 2002, in der Zeit des Regierungsumzugs nach Berlin, den Rang eines Gesandten. Zwischen 2002 und 2004 amtierte er in Budapest als Direktor des Információs Hivatal (Nachrichtendienst). Unter der Regierung Ferenc Gyurcsány war er Botschafter in Slowenien.
Nach dem Regierungswechsel in Ungarn zur Regierung Viktor Orbán 2010 löste er in Berlin den Botschafter Sándor Peisch ab und war dort bis 2015 Botschafter.
In seiner Zeit als Botschafter in Deutschland war Józef Czukor Mitglied des internationalen Preiskomitees der Adalbert-Stiftung.
Seit dem 1. Oktober 2018 ist er Generaldirektor des Információs Hivatal.